# ASEAN文化遺産デジタルアーカイブ
ASEAN文化遺産デジタルアーカイブ（アセアンぶんかいさんデジタルアーカイブ、ASEAN Cultural Heritage Digital Archive）とは、東南アジア諸国連合（ASEAN）地域における文化財の保全と共有を目的として、各国の文化機関が文化財のデジタル化コンテンツと目録データを登録、公開することのできる、地域横断型のデジタルアーカイブである。2020年2月27日に公開された。

## 沿革
東南アジア諸国連合 (ASEAN) における文化遺産の保全、域外への文化発信、域内の相互理解の促進を目的として、ASEAN文化遺産デジタルアーカイブプロジェクトが2018年6月に立ち上げられた。これに応じて、株式会社NTTデータがデジタルアーカイブ基盤の構築と、域内各国における文化遺産の電子化を含む、プロジェクト全体の遂行を担務することとなる。また、ASEAN統合推進の支援を目的として設立された日・ASEAN統合基金が、本プロジェクトを支援することになった。
2020年2月、デジタルアーカイブ基盤の提供サービスがウェブに公開され、インドネシア、マレーシア、タイの電子化された文化遺産約160点が閲覧可能となった。また、2021年12月には、キュレーターが資料を選定し紹介する「オンライン企画展 (e-exhibition)」機能が実装されたほか、2022年3月には保存記述情報 (PDI) をブロックチェーン基盤上に記録する機能が搭載された。しかし、2023年3月時点でASEAN文化遺産デジタルアーカイブは一時的に休止されている。

## 内容
書籍、文書、絵画、立体造形物といった有形文化財のみならず、演劇などの無形文化財もアーカイブ対象としている。なお、立体造形物の3D化については株式会社ケイズデザインラボが、手稿本のスキャンについては株式会社サビアが協力した。
電子化されたデジタルデータの長期的な保存と、ウェブを通じた提供という要件を満たすため、電子化したままのフォーマットなどアーカイブ登録前のデータ、長期保存用の原本データ、提供用のデータという3つのフェーズを定義し、フェーズ間の変換プログラムを必要に応じて組み合わせることのできるアーキテクチャを構築している。

## 評価
B. Riyanto らは「ASEAN文化遺産デジタルアーカイブを通じてASEANが構築するデジタルミュージアムは、文化遺産の保存、展示や研究を通じた国際博物館としての役割強化、そして ASEAN というコミュニティを形成する中心にいる人々の役割を強化する懸け橋としての文化活用の組み合わせだ」と評している。また、Ling Cao と Jie Yin は「適切な環境政策、文化遺産機関のオープンマインド精神、主催者向けの適切な経済的インセンティブ、特色あるプラットフォーム、そして新しい技術の活用により、ASEAN の文化遺産のデジタルリソースの共有と融合は目覚ましい成功を収め、ASEAN 加盟国の文化遺産の継承と持続可能な発展に大きく貢献している」と指摘している。

### 英語資料
- Cao, Ling; Jie Yin (2023). “Research on Sharing Behavior Strategy of Cultural Heritage Institutions Based on Evolutionary Game Theory”. Sustainability 15 (13):  975-990. doi:10.3390/su151310192.
- Ocón, David (2021). “Digitalising endangered cultural heritage in Southeast Asian cities: preserving or replacing?”. International Journal of Heritage Studies 27 (10):  975-990. doi:10.1080/13527258.2021.1883711.
- Riyanto, B.; A.H. Assegaf; Y.W. Kurniawan; C. Mawuntu (2023). “Forging ASEAN's cultural identity through digital museum diplomacy”. Sustainable Development in Creative Industries: Embracing Digital Culture for Humanities (Routledge):  381-386. ISBN 978-1-032-44503-8.

### 日本語文献
- 川嶌健一、長谷部旭陽、阿部拓馬「[64] ASEAN における文化遺産の地域横断型統合デジタルアーカイブ基盤の構築」『デジタルアーカイブ学会誌』第4巻S1、2020年、84-87頁、doi:10.24506/jsda.4.s1_s84。
- 川嶌健一「情報システム開発の視点から見る日本のデジタルアーカイブ技術の水準」『デジタルアーカイブ・ベーシックス5 新しい産業創造へ』、勉誠出版、2021年、99-116頁、ISBN 978-4-585-20285-1。
- 川嶌健一、川森茂樹、諸井圭市、バナジ・パリス「[C14] デジタルアーカイブ基盤におけるブロックチェーン技術を用いた信頼性とトレーサビリティ担保の試み」『デジタルアーカイブ学会誌』第7巻S2、2023年、83-86頁、doi:10.24506/jsda.7.s2_s83。
- 神野恭平、長谷部旭陽「デジタルアーカイブとコンテンツの活用」『デジタルアーカイブ学会誌』第7巻第2号、2023年、94-97頁、doi:10.24506/jsda.7.2_94。